# Madrepora oculata

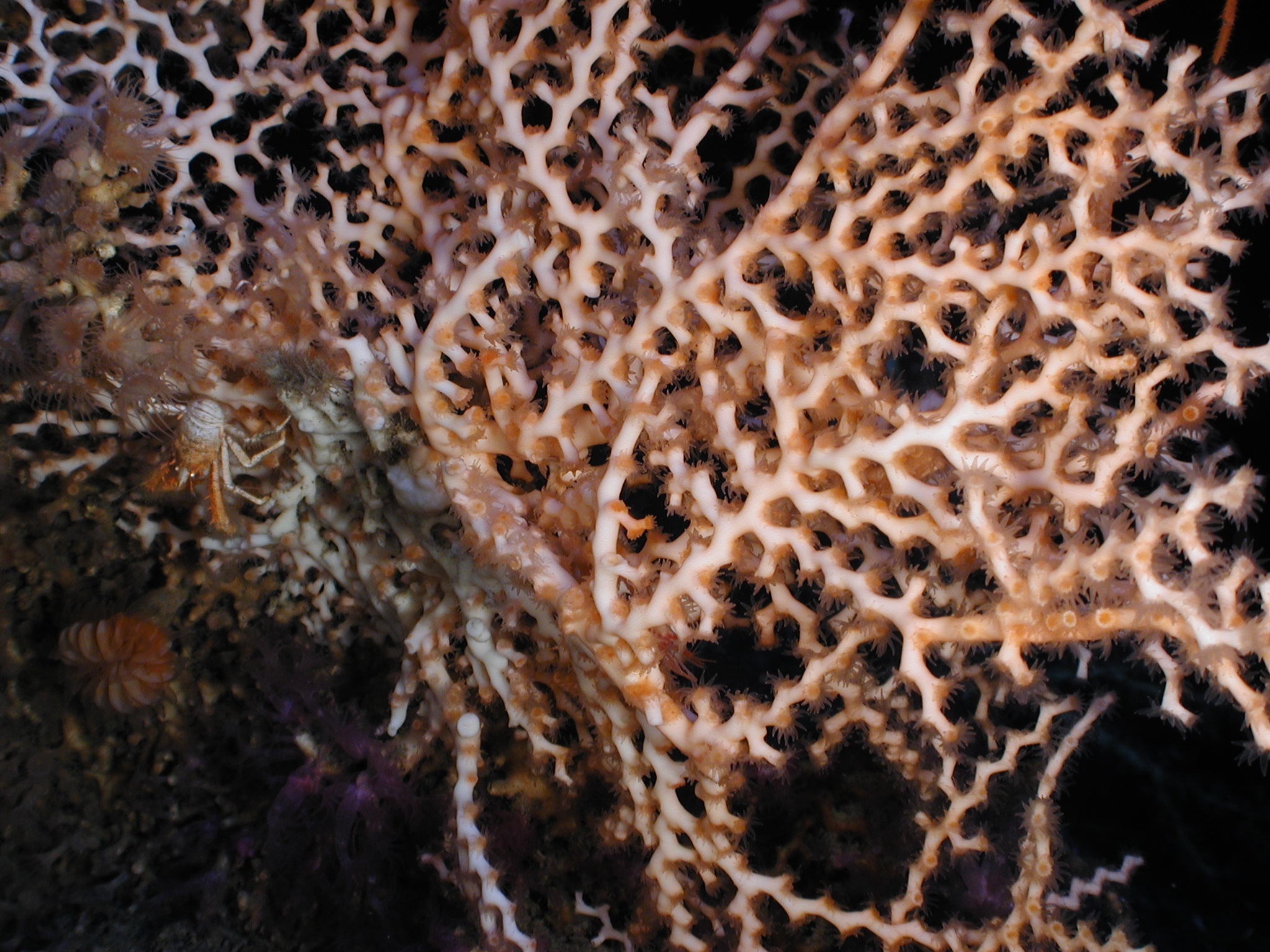
Madrepora oculata en el Golfo de México

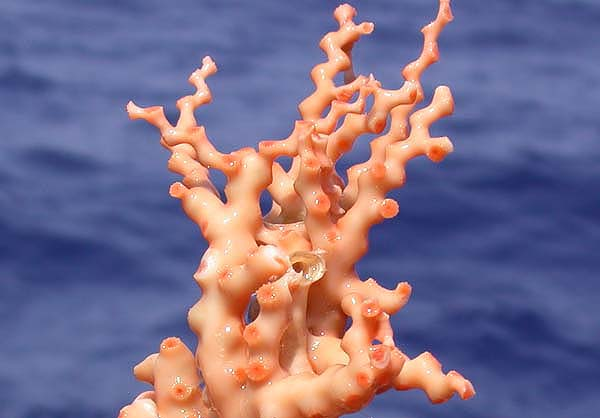
Detalle del corallum

Madrepora oculata es una especie de coral de agua fría, de la familia Oculinidae y el orden Scleractinia. 
Junto a Lophelia pertusa es el coral de agua fría más común, y principal constructor de arrecifes en aguas frías. Salvo en los polos, se encuentra distribuido a lo largo y ancho de todos los mares y océanos. 

## Morfología
La colonia tiene forma arbustiva o flabelada (en abanico). De reproducción extratentacular, los extremos de las ramas del corallum, o esqueleto colonial, tienen coralitos en disposición simpodial y miden entre 2,3 y 4 mm de diámetro. Esta disposición conforma las ramas en zig zag, lo que le proporciona su nombre común: coral zig zag. La base de la colonia mide 2 cm. El coenosteum, o parte común del esqueleto de la colonia, esta finamente granulado y es de color blanco o café claro.

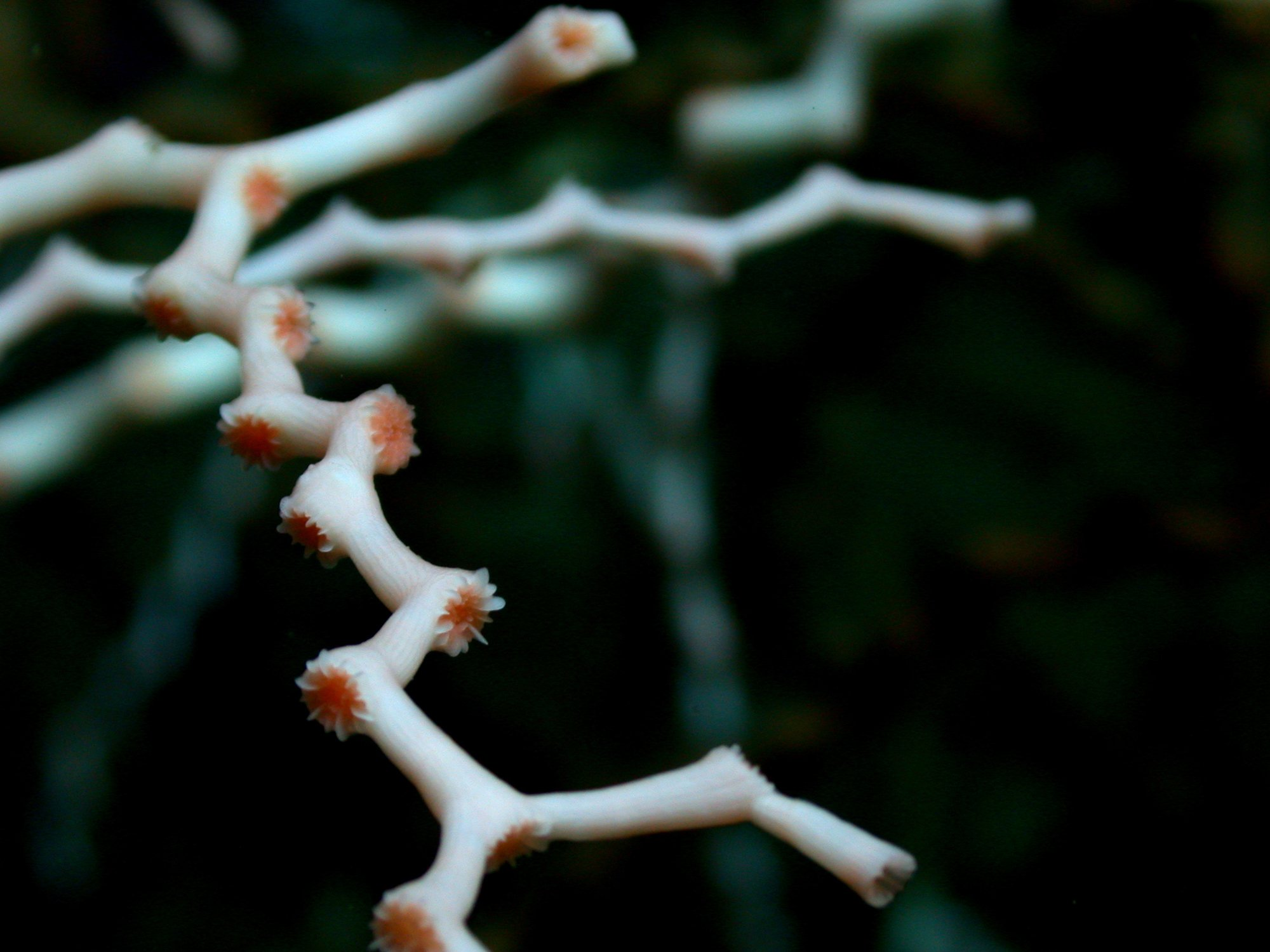
Detalle de la formación de una "rama" del corallum
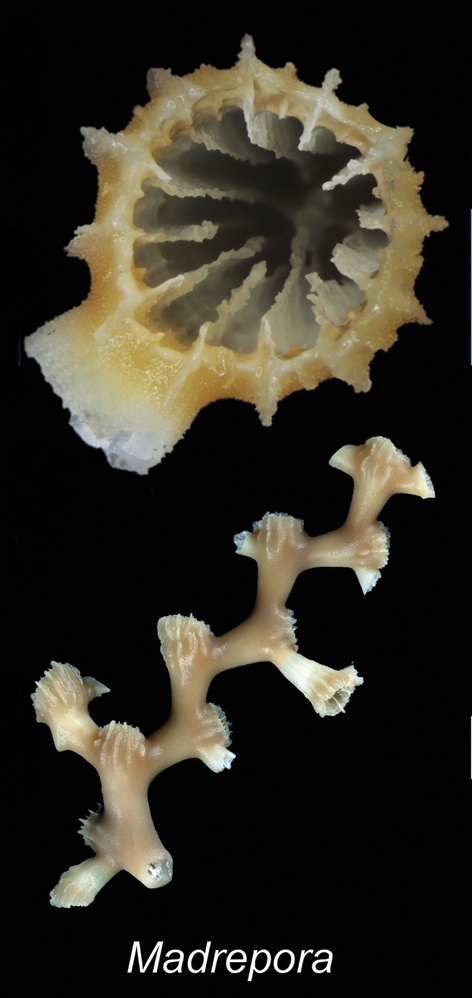
Vistas calicular y del corallum

El cáliz de su coralito, o esqueleto individual, es redondo y mide entre 2,4 y 3.8 mm de diámetro. La especie presenta septos en disposición hexameral, repartidos en 3 ciclos, el primero y segundo ciclo tienen bordes internos ligeramente sinuosos, que se unen a la columela y no son exertos. El tercer ciclo es rudimentario. Columela trabecular interconectada en la base con los bordes internos de los septos de los primeros dos ciclos.
Los pólipos son translúcidos, de color blanco o anaranjado; y tienen tentáculos granulados y retráctiles.
El Registro Mundial de Especies Marinas acepta las siguientes formas en la especie:
- Madrepora oculata f. alpha. Cairns, 1991
- Madrepora oculata f. beta. Cairns, 1991
- Madrepora oculata f. galapagensis. Vaughan, 1906
- Madrepora oculata f. gamma. Cairns, 1991

## Hábitat y distribución
Es una especie semi-cosmopolita. Se encuentran en todos los océanos y casi todas las latitudes, a excepción de los polos. 
Localizado mayoritariamente en aguas profundas, en montañas y lomas marinas, y sin mucha iluminación. Se fija sobre sustratos blandos y rocosos.  La especie construye arrecifes de agua profunda, particularmente en el Mediterráneo y el Mar del Norte.
Su rango de profundidad está entre 15 y 1.950 metros, aunque se han localizado ejemplares entre 1 y 2.170 m. Su rango de temperaturas oscila entre los 2,15 y 28,47 °C.

## Alimentación
Se nutren del plancton que atrapan con sus tentáculos, ya que carecen de algas zooxantelas, y absorbiendo materia orgánica disuelta del agua.

## Reproducción
Este coral es gonocórico, o de sexos separados, y produce anualmente dos cohortes de solo 60 ovocitos de gran tamaño por pólipo, de 405 micras de diámetro. Producen larvas pelágicas que navegan en estado planctónico, antes de desarrollarse en pólipos que se fijan al sustrato y secretan aragonita para construir un esqueleto calcáreo, el coralito.
Como la mayoría de los corales, también se reproducen asexualmente, mediante la gemación de cada pólipo en dos o más nuevos pólipos, generando así la colonia coralina.

## Conservación
La especie no ha sido evaluada por la UICN, pero en cuanto al comercio internacional, se encuentra incluida en el Apéndice II de CITES. M. oculata se ha comercializado a partir de 1999 a 2005, por tres países: Canadá, Estados Unidos y Gran Bretaña, habiéndose extraído 189 kg y 17 individuos.
Algunos países como Noruega, Irlanda, Reino Unido y los Estados Unidos han incluido sus corales de agua fría en zonas protegidas y áreas especiales de conservación. En el Reino Unido están protegidos por la United Kingdom Biodiversity Action Plan, que fue la respuesta del gobierno del Reino Unido al Convenio sobre la Diversidad Biológica celebrado en la Cumbre de la Tierra de Río de Janeiro, en 1992. El estado español ha propuesto la inclusión del Cañón de Avilés en la Red Natura 2000, como Lugar de Interés Comunitario, protegiendo este enclave marino donde se encuentra, entre otras especies de interés ecológico, un importante arrecife de L. pertusa y M. oculata.